# Herb Podkowy Leśnej
Herb Podkowy Leśnej – jeden z symboli miasta Podkowa Leśna w postaci herbu.

## Wygląd i symbolika
Herb przedstawia na czerwonej (cynobrowej) tarczy herbowej białą (srebrną) podkowę, w którą wpisany jest świerk zielony (chromowy).
Jest to herb mówiący, nawiązujący do nazwy miasta.